# Aleksandr Rapoport
Aleksandr Rapoport (ros. Алекса́ндр Григо́рьевич Рапопо́рт; ur. 1 kwietnia 1947 w Kazanłyku, Ludowa Republika Bułgarii) – amerykańsko-rosyjski aktor filmowy i teatralny, związany z moskiewskim teatrem Sowriemiennik.

## Życiorys
Wkrótce po urodzeniu Aleksandra jego rodzina przeniosła się do Leningradu. Ukończył Permski Państwowy Instytut Medyczny, ponieważ z uwagi na panujący antysemityzm nie mógł ubiegać się o przyjęcie na studia uniwersyteckie w Leningradzie. Po ukończeniu studiów pracował w szpitalu psychiatrycznym w Moskwie. Zajmował się również seksuologią, osobiście znał Gieorgija Wasilczenkę i był uczestnikiem telemostu Leningrad – Boston „Kobiety mówią z kobietami”, gdzie pojawiła się wypowiedź „w ZSRR seksu nie ma”. W 1980 roku został skazany na cztery lata więzienia jako więzień polityczny, ponieważ odmawiał diagnozowania pełzającej schizofrenii u dysydentów politycznych w ramach radzieckiej psychiatrii represyjnej. Zaraz po wyjściu na wolność, opuścił ZSRR z powodów politycznych i udał się do Barcelony, gdzie spędził kolejne 10 lat swego życia wraz ze swym synem. W 1990 roku osiedlił się w Stanach Zjednoczonych, gdzie początkowo pracował jako taksówkarz, potom rozpoczął studia uniwersyteckie, uzyskał zawód psychoterapeuty i wznowił swą praktykę psychoterapeutyczną, którą się zajmował w ZSRR. Prowadził program „Zwierciadło” o problemach psychologicznych w lokalnej telewizji. Gdy już był po pięćdziesiątce, zapoczątkował swoją karierę aktorską. W Rosji dostał m.in. jedną z głównych ról w serialu telewizyjnym Zamknięta szkoła (ros. Закрытая школа).